# 胡氏香港蛛
胡氏香港蛛（學名：Hongkongia wuae）是香港蛛屬的模式種，分布在香港和蘇拉威西島，由香港漁農自然護理署的自然護理主任胡嘉儀發現，並以其名命名，屬名則取自其研究地香港。

## 外部連結
- 維基物種上的相關：胡氏香港蛛